# Zgrada Vinogradarske zbirke u Pitvama
Zgrada Vinogradarske zbirke nalazi se u selu Pitvama, otok Hvar.

## Opis
Zgrada je sagrađena 1903. godine U zgradi je bila stara škola, a koja je u Pitvama kao ustanova (pomoćna škola) postojala još od 1864. godine. Poslije drugoga svjetskog rata u toj je zgradi bila izložena spomen-soba NOB-a. U istoj je zgradi osnovan u Vinogradarski muzej, u kojem je vinogradarska zbirka. Muzej je osnovan na poticaj mještana, dok je stručni i prikupljački dio posla bio u suradnji s djelatnicima nekadašnjeg Centra za zaštitu kulturne baštine otoka Hvara. Nakon nekoliko godina sve je rezultiralo stalnim postavom vinogradarske zbirke. U zbirci su tradicijska oruđa za obradu zemlje, rad u vinogradu i konobi, opremu za proizvodnju i čuvanje vina kao i inventar tradicijske kuhinje. Muzej je otvoren 29. lipnja 1989. godine ali je uskoro prestao raditi. Muzej je obnovljen 2023. godine.